# رومولوس غابور
رومولوس غابور (بالرومانية: Romulus Gabor)‏ ، من مواليد 14 أكتوبر 1961 ، لاعب كرة قدم روماني سابق، حصل غابور على جائزة الكرة الذهبية بعد مشاركته لكأس العالم للشباب عام 1981م بأستراليا.
لعب مع منتخب رومانيا لكرة القدم.

## روابط خارجية
- رومولوس غابور على موقع الاتحاد الدولي (مؤرشف)  (الإنجليزية)
- رومولوس غابور على موقع قاعدة بيانات كرة القدم.إي يو (الإنجليزية)
- رومولوس غابور على موقع ناشيونال فوتبول تيمز (الإنجليزية)
- رومولوس غابور على موقع Soccerway.com (الإنجليزية)